# Mélissa Béthi
Mélissa Béthi (in arabo ميليسا بتحي‎?; Firminy, 18 novembre 2005) è una calciatrice algerina con cittadinanza francese, centrocampista del Nantes e della nazionale algerina.

## Biografia
Nata a Firminy, in Francia, entrambi i suoi genitori, Nasser e Sandra Bethi, sono originari dell'Algeria.

## Carriera

### Club
Appassionata di calcio, inizia a praticarlo all'età di 8 anni, entrando a far parte della formazione della sua città natale, il FCO Firminy.
Dopo aver giocato per tutte le categorie giovanili dall'under 9 all'under 15, nel 2020 passa al vivaio dell'Olympique Lione.
Durante la stagione 2023-2024 viene promossa nella seconda squadra, con cui debutta in Division 3 Féminine il 24 settembre 2023 contro l'Arlac Mérignac. Parallelamente continua a scendere in campo con la formazione under 19, contribuendo alla conquista del titolo nazionale di categoria nel maggio 2024, già vinto anche nel 2022. Nello stesso mese debutta anche in prima squadra, esordendo il 24 aprile nella sfida contro il Guingamp e segnando il suo primo gol in D3 il 1º maggio contro il Le Puy. Con la prima squadra, pur ricoprendo un ruolo da comprimaria, chiude la stagione vincendo il campionato.
Il 22 agosto 2024 viene acquistata a titolo definitivo dalle neopromosse del Nantes, tuttavia viene subito girata in prestito al Metz, militante in Seconde Ligue.
Debutta con la nuova maglia alla 5ª giornata di campionato, il 13 ottobre 2024, contro l'Olympique Marsiglia; mentre il 15 dicembre 2024 segna la prima rete in coppa di Francia - e con le granata - mettendo a referto una delle quattro reti che permettono al Metz di passare il turno e battere il Le Puy. Due mesi dopo, il 2 febbraio 2025, nella gara di ritorno contro il Marsiglia, trova la sua prima rete in campionato.
A fine stagione, conclusa conclusa totalizzando due marcature in 17 presenze, fa ritorno al Nantes.

### Nazionale
Inizialmente convocata dalle selezioni giovanili francesi – venendo pre-selezionata per la nazionale under 16 nel 2020 – sceglie in seguito di rappresentare l'Algeria, paese d'origine dei genitori.
Nel 2023 riceve la prima convocazione con una selezione algerina, venendo convocata in under 20, con la quale disputa anche alcune gare di qualificazione per la Coppa d'Africa di categoria.
Nello stesso anno riceve anche la prima convocazione in nazionale maggiore, ad aprile in occasione di alcune gare contro la Tanzania.
Nell'occasione non riesce a fare il proprio debutto per les vertes, che avviene un anno dopo, il 4 aprile 2024 in un'amichevole contro la Tunisia.
Il 24 giugno 2025 viene inserita nella lista delle convocate per la Coppa d'Africa in programma in Marocco nel luglio seguente. Nel corso del torneo prende parte a tutte e quattro le gare disputate da les vertes, inclusa la gara dei quarti di finale contro il Ghana conclusa con la sconfitta ai rigori, che ha sancito l'eliminazione dal torneo per Béthi e le sue compagne.

## Statistiche

### Presenze e reti nei club
Statistiche aggiornate al 7 maggio 2025.
| Stagione        | Squadra           | Campionato      | Campionato | Campionato | Coppe nazionali | Coppe nazionali | Coppe nazionali | Coppe continentali | Coppe continentali | Coppe continentali | Altre coppe | Altre coppe | Altre coppe | Totale | Totale |
| Stagione        | Squadra           | Comp            | Pres       | Reti       | Comp            | Pres            | Reti            | Comp               | Pres               | Reti               | Comp        | Pres        | Reti        | Pres   | Reti   |
| --------------- | ----------------- | --------------- | ---------- | ---------- | --------------- | --------------- | --------------- | ------------------ | ------------------ | ------------------ | ----------- | ----------- | ----------- | ------ | ------ |
| 2023-2024       | Olympique Lione B | D3              | 8          | 1          | -               | -               | -               | -                  | -                  | -                  | -           | -           | -           | 8      | 1      |
| 2023-2024       | Olympique Lione   | D1              | 2          | 0          | CF              | 0               | 0               | -                  | -                  | -                  | -           | -           | -           | 2      | 0      |
| 2024-2025       | Metz              | SL              | 14         | 1          | CF              | 3               | 1               | -                  | -                  | -                  | -           | -           | -           | 17     | 2      |
| 2025-2026       | Nantes            | PL              | 0          | 0          | CF+CdL          | 0+0             | 0+0             | -                  | -                  | -                  | -           | -           | -           | 0      | 0      |
| Totale carriera | Totale carriera   | Totale carriera | 24         | 2          |                 | 3               | 1               |                    | -                  | -                  |             | -           | -           | 27     | 3      |

### Cronologia presenze e reti in nazionale
| Cronologia completa delle presenze e delle reti in nazionale ― Algeria | Cronologia completa delle presenze e delle reti in nazionale ― Algeria | Cronologia completa delle presenze e delle reti in nazionale ― Algeria | Cronologia completa delle presenze e delle reti in nazionale ― Algeria | Cronologia completa delle presenze e delle reti in nazionale ― Algeria | Cronologia completa delle presenze e delle reti in nazionale ― Algeria | Cronologia completa delle presenze e delle reti in nazionale ― Algeria | Cronologia completa delle presenze e delle reti in nazionale ― Algeria |
| Data                                                                   | Città                                                                  | In casa                                                                | Risultato                                                              | Ospiti                                                                 | Competizione                                                           | Reti                                                                   | Note                                                                   |
| ---------------------------------------------------------------------- | ---------------------------------------------------------------------- | ---------------------------------------------------------------------- | ---------------------------------------------------------------------- | ---------------------------------------------------------------------- | ---------------------------------------------------------------------- | ---------------------------------------------------------------------- | ---------------------------------------------------------------------- |
| 4-4-2024                                                               | Tunisi                                                                 | Tunisia                                                                | 2 – 1                                                                  | Algeria                                                                | Amichevole                                                             | -                                                                      | ?’                                                                     |
| 27-11-2024                                                             | Blida                                                                  | Algeria                                                                | 2 – 1                                                                  | Uganda                                                                 | Amichevole                                                             | -                                                                      |                                                                        |
| 25-2-2025                                                              | Blida                                                                  | Algeria                                                                | 3 – 0                                                                  | Sudan del Sud                                                          | Qual. Coppa d'Africa 2026                                              | -                                                                      |                                                                        |
| 29-6-2025                                                              | Blida                                                                  | Algeria                                                                | 1 – 0                                                                  | RD del Congo                                                           | Amichevole                                                             | -                                                                      |                                                                        |
| 6-7-2025                                                               | Casablanca                                                             | Algeria                                                                | 1 – 0                                                                  | Botswana                                                               | Coppa d'Africa - 1º turno                                              | -                                                                      |                                                                        |
| 10-7-2025                                                              | Casablanca                                                             | Tunisia                                                                | 0 – 0                                                                  | Algeria                                                                | Coppa d'Africa - 1º turno                                              | -                                                                      | 90’                                                                    |
| 13-7-2025                                                              | Casablanca                                                             | Nigeria                                                                | 0 – 0                                                                  | Algeria                                                                | Coppa d'Africa - 1º turno                                              | -                                                                      | 76’                                                                    |
| 19-7-2025                                                              | Berkane                                                                | Algeria                                                                | 0 – 0 dts (2 – 4 dtr)                                                  | Ghana                                                                  | Coppa d'Africa - Quarti di finale                                      | -                                                                      | 60’                                                                    |
| Totale                                                                 |                                                                        | Presenze                                                               | 8                                                                      |                                                                        | Reti                                                                   | 0                                                                      |                                                                        |

## Palmarès

### Club

#### Competizioni nazionali
- Campionato francese: 1

OL Lyonnes: 2023-2024

#### Competizioni giovanili
- Championnat National: 2

OL Lyonnes: 2021-2022, 2023-2024